# Aviso de 16 de maio

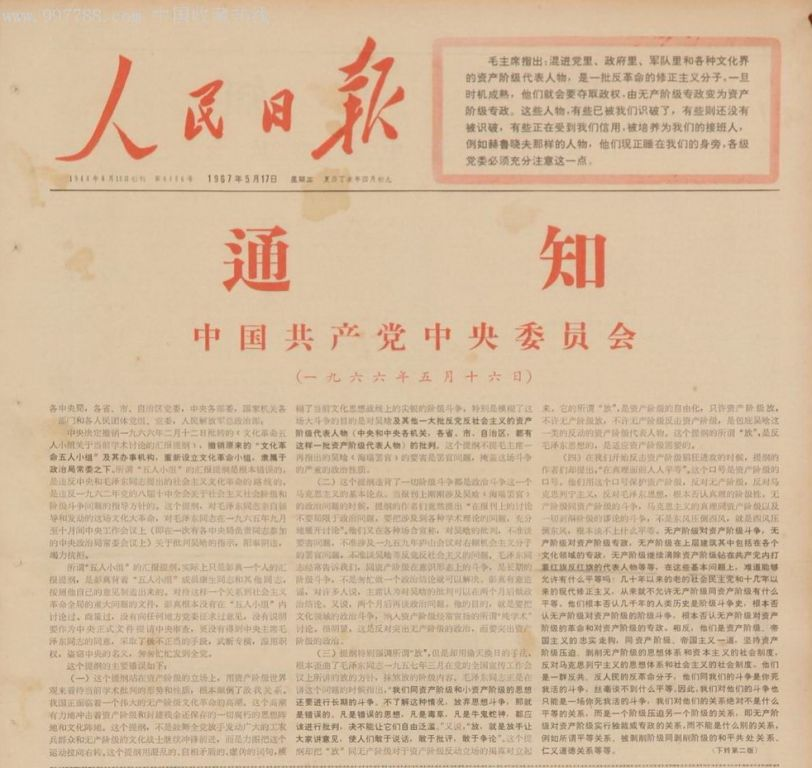
A notificação, um documento secreto publicado no interior do partido que apenas pessoas acima do posto 17 tinham permissão para ler, foi desclassificada e publicada no Diário do Povo em 17 de maio de 1967, após 1 ano de sua publicação interna no partido.

O Aviso de 16 de maio (chinês:五一六通知; pinyin : Wǔyīliù Tōngzhī) ou Circular de 16 de maio, oficialmente Notificação (chinês :通知; pinyin: Tōngzhī), foi a primeira grande declaração política da Revolução Cultural Chinesa. Foi publicado em uma sessão ampliada de maio de 1966 do Politburo do Partido Comunista Chinês. A Notificação de 16 de maio encerrou uma disputa política dentro do PCC. O resultado foi uma vitória política para Mao Zedong. A Notificação é muitas vezes vista como o início da Revolução Cultural.

## Interpretações e consequências
Imediatamente após a Notificação de 16 de maio, Lin Biao fez um discurso no qual comunicou sua opinião de que a Notificação de 16 de maio pretendia "prevenir um complô contra-revolucionário" e estabelecer a autoridade absoluta do "pensamento de Mao". O acadêmico Alessandro Russo interpreta o discurso de Lin como motivado pela incerteza institucional levantada pela advertência de Mao sobre direitistas secretos no partido que são "como Khruschev" e que Lin estava contando com a autoridade pessoal de Mao para compensar a incerteza institucional.
Em uma carta de julho de 1966 para Jiang Qing, que circulou publicamente somente após a morte de Lin, Mao descreveu o discurso de Lin como contendo ideias "profundamente perturbadoras". A ênfase de Mao em uma "luta contra o revisionismo" não se referia ao risco de um golpe, mas sim à "restauração pacífica" do capitalismo. Mao escreveu: "Nunca pensei que os panfletos que escrevi tivessem tanto poder mágico. Agora que ele começou a inflá-los, todo o país seguirá o exemplo. Parece exatamente como a cena da esposa comerciante de medula Wang, que se orgulha da qualidade de seus produtos." "Eles me lisonjeiam elogiando-me até as estrelas, [mas] as coisas mudam ao contrário: quanto mais alto se dirige, mais difícil é sua queda. Estou preparado para cair, despedaçando toda a minha carne e ossos. Não importa; importa não é destruído, apenas se despedaça". Mao concordou que o Comitê Central distribuísse o discurso de Lin como um documento oficial e comentou em sua carta de julho de 1966: "Esta é a primeira vez em minha vida que, em um ponto importante, cedi lugar a outro contra meu melhor julgamento; digamos independentemente da minha vontade." O consentimento de Mao para a circulação do discurso de Lin acabaria por ajudar a resultar em sua batalha política de 1970-1971 contra Lin.
Após a expulsão de Peng Zhen e seus aliados, Chen Boda e Jiang Qing se tornaram o centro de um novo Grupo da Revolução Cultural.